# Dave Finlay
David Edward "Dave" Finlay  (n. 31 ianuarie 1958, Belfast, Irlanda de Nord, Regatul Unit) este un wrestler și un road-agent nord-irlandez ce activează în prezent în WWE Friday Night SmackDown folosind numele de ring Fit Finlay. 